# Aleksandar Petaković
Aleksandar Petaković   (Belgrad, 6 de febrer de 1930 - Kraljevo, 12 d'abril de 2011) fou un futbolista serbi de la dècada de 1950.
Fou 19 cops internacional amb la selecció iugoslava amb la qual participà a la Copa del Món de Futbol de 1954 i a la Copa del Món de Futbol de 1958.
Pel que fa a clubs, defensà els colors de Radnički Beograd, Lille OSC i Standard Liège.
També destacà com a entrenador a clubs com Sloga Kraljevo, FK Kumanovo, Radnički Pirot, FK Pobeda, Vefa Istambul (1967-1968) i İzmirspor (1968-1969).